# Blå Passager och Röda Vågor
Blå Passager och Röda Vågor är ett studioalbum av Janne Schaffer från 1982.

## Låtlista
1. Het sand
2. Jag kan Läsa Dina Tankar
3. Den Siste Passageraren
4. Andrea Doria
5. Monica
6. Så Skimrande Var Aldrig Havet
7. Hudson Bay
8. Rot Mousse
9. Labyrint
10. Andens Hus